# 金子健造 (コスモス短歌会)
金子 健造（かねこ けんぞう、1915年9月8日 - 1988年7月14日）は、昭和時代日本の歌人。
夢短歌会所属の歌人で「福岡市歌」作詞者（「金子健」名義）の金子健造（1905年 - 1992年）は同姓同名の別人。

## 生涯
1915年（大正4年）、山梨県中巨摩郡明穂村（小笠原町→櫛形町を経て現在の南アルプス市）で農業を営む相原家の次男として出生。山梨県立農林学校を経て1935年（昭和10年）に横須賀海兵団へ入り、海軍砲術学校普通科を卒業する。1937年（昭和12年）6月、日支事変の勃発で兵役満了による除隊が不可能となり戦艦・長門、山城乗組員を経て上海陸戦隊、南方、横須賀鎮守府特別陸戦隊等に配属される。
1939年（昭和14年）、北原白秋主宰の『多磨』への投稿を始める。1940年（昭和15年）、海軍砲術学校高等科を卒業。1942年（昭和17年）、ミッドウェー海戦から横須賀港に帰還し海軍砲術学校の教員に就任する。
1943年（昭和18年）に刊行された『大東亜戦争歌集 愛国編』で入首。この年に婿養子として金子静子と結婚し、金子姓となる。厚木砲台長として終戦を迎えた後、海産物行商を営む。1949年（昭和24年）よりアメリカ軍の横須賀海軍施設に勤務。1952年（昭和27年）に『多磨』が休刊した後、宮柊二が創立したコスモス短歌会に入会するが、間もなく休会する。
1976年（昭和51年）に横須賀海軍施設を退職し、1977年（昭和52年）7月にコスモス短歌会へ復帰。1986年（昭和61年）1月、O先生賞を受賞。1988年（昭和63年）7月14日、直腸癌のため逝去。享年74（満72歳没）。没後に妻の静子が編纂した遺稿集が刊行された。

## 著作
- 金子静子 編『氷雪の旅 金子健造遺歌集』（伊麻書房、1990年） 全国書誌番号:91041245